# 퓨리어스
《퓨리어스》(Легенда о Коловрате, Legenda o Kolovrate, Furious)는 러시아 연방에서 제작된 드자닉 파이지예브 감독의 2017년 액션 영화이다. 알렉세이 세레브리아코프 등이 주연으로 출연하였다.
러시아 영화인 퓨리어스의 러시아 개봉은 2017년 11월 30일 센트럴 파트너십에 의해 이루어졌다.

## 출연

### 주연
- 일리야 말라코프(Ilya Malakov) : 에브파티 콜로브라트(Evpaty Kolovrat)
  - 다비드 멜코니안(David Melkonyan) : 어린 콜로브라트
- 폴리나 체르니쇼바(Polina Chernyshova) : 나스차(Nastya)
  - 디아나 펜토비치(Diana Pentovich) : 어린 나스차
- 알렉세이 세레브리아코프(Aleksei Serebryakov) : 랴잔의 유리 왕자(Prince Yuri of Ryazan)
- 알렉산드리 일리인(Aleksandr Aleksandrovich Ilyin) : 카르쿤(Karkun), druzhinnik
- 율리야 클리니나(Yulia Khlynina) : 라다(Lada)
- 티모페이 트리분체프(Timofey Tribuntsev) : 자카르(Zakhar), 의사
- 이고르 사보츠킨(Igor Savochkin) : 라트미르(Ratmir), 나스차의 아버지
- 알렉산드르 초이(Aleksandr Choi) : 바투(Batu Khan)
- 세르게이 콜타코브(Sergey Koltakov) : 도브로미르(Dobromir), voivode
- 안드레이 부르코프스키(Andrey Burkovsky) : 로스티슬라프(Rostislav), the Bryansk voivode
- 빅토르 프로스쿠린(Viktor Proskurin) : 스비야스체닉(svyasschennik, 성직자)

### 조연
- 올가 드로즈도바(Olga Drozdova) : 랴잔의 공주 아그라페나(Princess Agrafena of Ryazan), 유리 왕자의 아내
- 일랴 안토넨코(Ilya Antonenko) : 랴잔의 표도르 왕자(Prince Fedor of Ryazan)
- 마리야 포미나(Mariya Fomina) : 랴잔의 공주 에우프락시아(Princess Eupraxia of Ryazan), 표도르 왕자의 아내
- 다리아 야르체바(Darya Yartseva) : 랴잔의 공주 다리아(Princess Daria of Ryazan)
- 마르타 티모피바(Marta Timofeeva) : 즈다나(Zhdana), 콜로브라트의 딸
- 아르테미 파달카(Artemy Padalka) : 이반(Ivan), 콜로브라트의 아들
- 겐나디 솔로비오프(Gennady Solovyov) : 니키포르(Nikifor)
- 안톤 슈핀코프(Anton Shpinkov) : 다닐라(Danila)
- 세르게이 유유킨(Sergey Yuyukin) : 프롤(Frol), highlander
- 알렉세이 베르트코프(Aleksey Vertkov) : 네스토르(Nestor)
- 세르게이 샤이다코프(Sergey Shaydakov) : 푸차타(Putyata)
- 아르템 보르도프스키(Artem Bordovsky) : 니키타(Nikita)
- 블라디미르 류빔체프(Vladimir Lyubimtsev) : 구리안 쿠르야(Guryan Kurya)
- 표도르 라브로프(Fyodor Lavrov) : 이고르 왕자(Prince Igor)

## 같이 보기
- 바이킹: 왕좌의 게임